# جائزة بولار للموسيقى
جائزة بولار للموسيقى هي جائزة سويدية دولية أسسها ستيج أندرسون في عام 1989، المعروف كمدير للفرقة السويدية آبا، مع تبرع للأكاديمية الملكية السويدية للموسيقى. تُمنح الجائزة سنويًا لموسيقي معاصر واحد وموسيقي كلاسيكي واحد. وقد استُثني عام 2001 عندما أُعطيت لثلاثة موسيقيين، وفي عام 2003 عندما أُعطيت لموسيقي واحد فقط. تُمنح الجائزة "للإنجازات المهمة في الموسيقى أو النشاط الموسيقي، أو للإنجازات التي يُكتشف أنها ذات أهمية كبيرة للموسيقى أو النشاط الموسيقي، ويجب أن تكون قابلة للإشارة إلى جميع المجالات داخل الموسيقى أو المرتبطة ارتباطًا وثيقًا بالموسيقى". وقد أُطلق على الجائزة في السويد اسم "جائزة نوبل للموسيقى".
قُدمت الجائزة لأول مرة في عام 1992. وكان المستفيدون هم السير بول مكارتني البريطاني ودول البلطيق الثلاث: إستونيا ولاتفيا وليتوانيا. حصل كل من هؤلاء الحائزين الأربعة على جائزة قيمتها مليون كرونة سويدية (حوالي 120 ألف دولار أمريكي بأسعار عام 2016، و106 آلاف دولار أمريكي بأسعار عام 2019، و94 ألف دولار أمريكي بأسعار عام 2024) يقدمها جلالة الملك كارل السادس عشر غوستاف ملك السويد في حفل يقام في قاعة ستوكهولم للحفلات الموسيقية في شهر يونيو من كل عام. تعتبر جائزة بولار للموسيقى التكريم الموسيقي الأبرز في السويد. يُشرف على الجائزة من قبل مؤسسة جائزة ستيج أندرسون للموسيقى، والتي تضم أعضاء من عائلة أندرسون وممثلين عن SKAP - الجمعية السويدية لكتاب الأغاني والملحنين والمؤلفين وجمعية حقوق الأداء السويدية . تقوم لجنة من الموسيقيين وأعضاء آخرين من ذوي الخبرة في صناعة الموسيقى وأفراد من عائلة أندرسون باختيار الحائزين على الجائزة من بين الترشيحات المقدمة من قبل ممثلي العديد من منظمات صناعة الموسيقى الدولية، مثل تحالف الملحنين وكتاب الأغاني الأوروبيين . يُجمع مبلغ الجائزة من عائدات التبرعات، في حين يقوم الرعاة بتمويل الحفل. في يونيو 2018، أفادت إذاعة الخدمة العامة السويدية أن منظمة جائزة بولار تكبدت خسائر مالية كبيرة لعدة سنوات.

## الحائزون على الجائزة

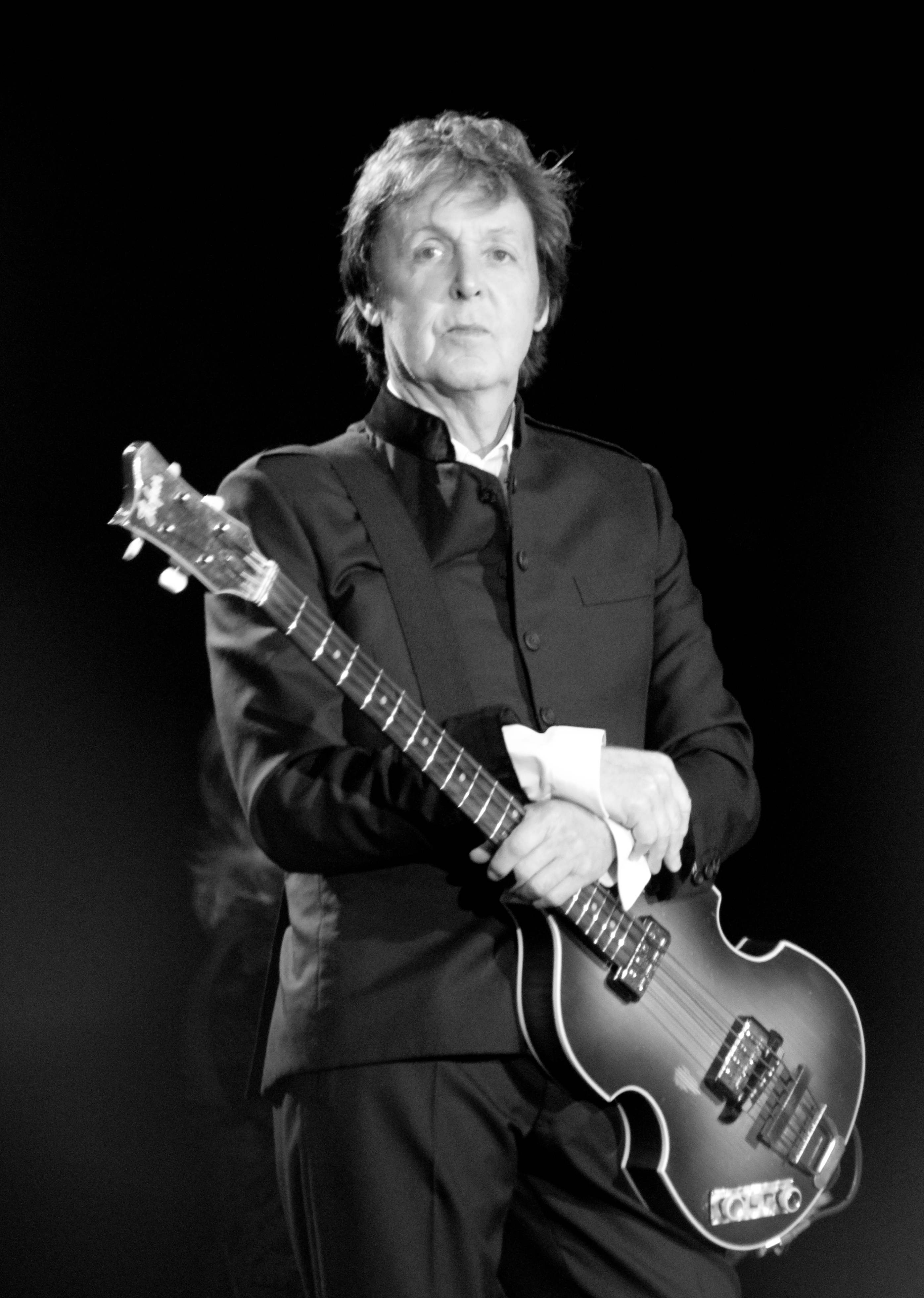
كان بول مكارتني هو الفائز الأول بالجائزة في عام 1992.
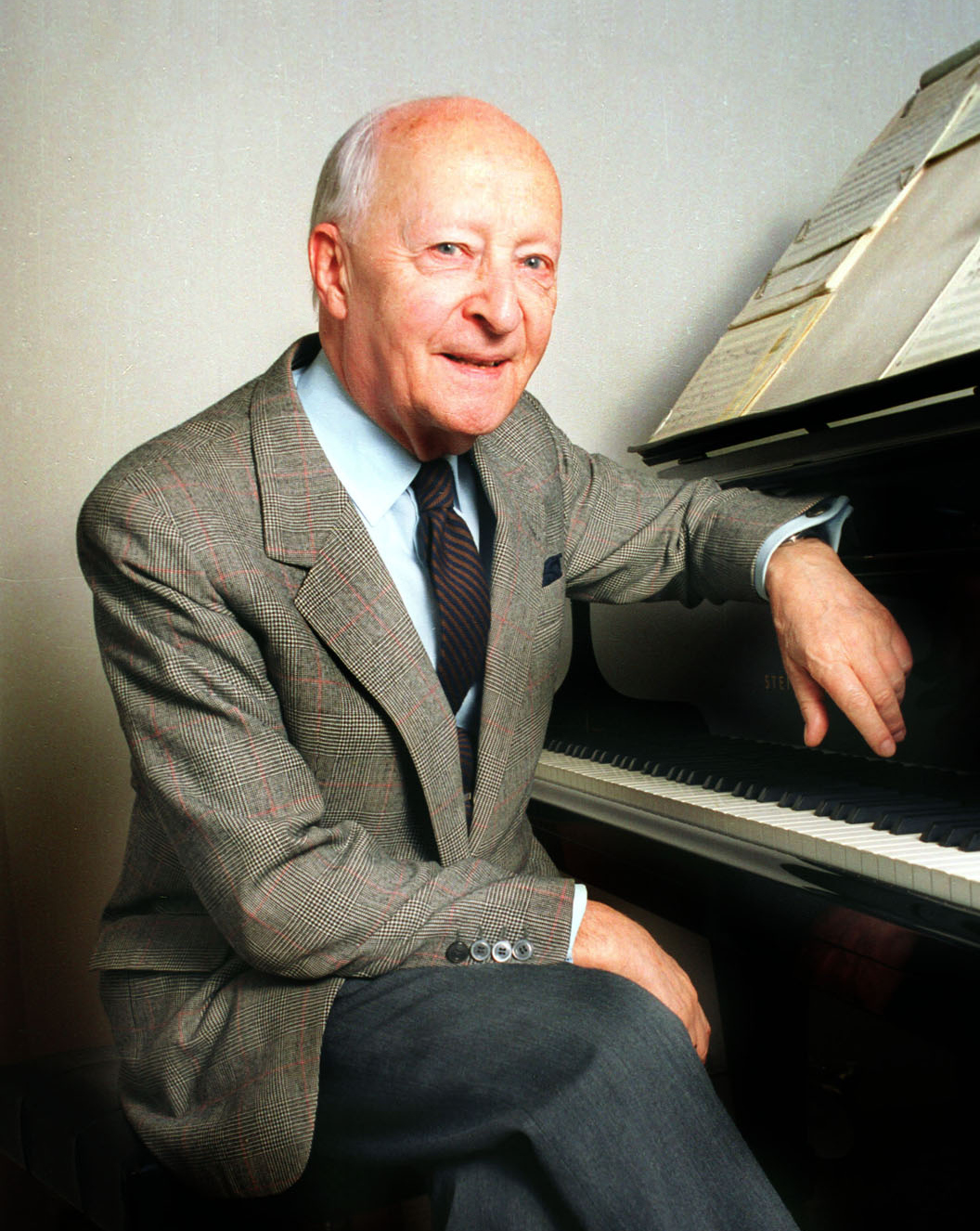
وكان فيتولد لوتوسلافسكي أول موسيقي كلاسيكي يفوز بالجائزة في عام 1993.
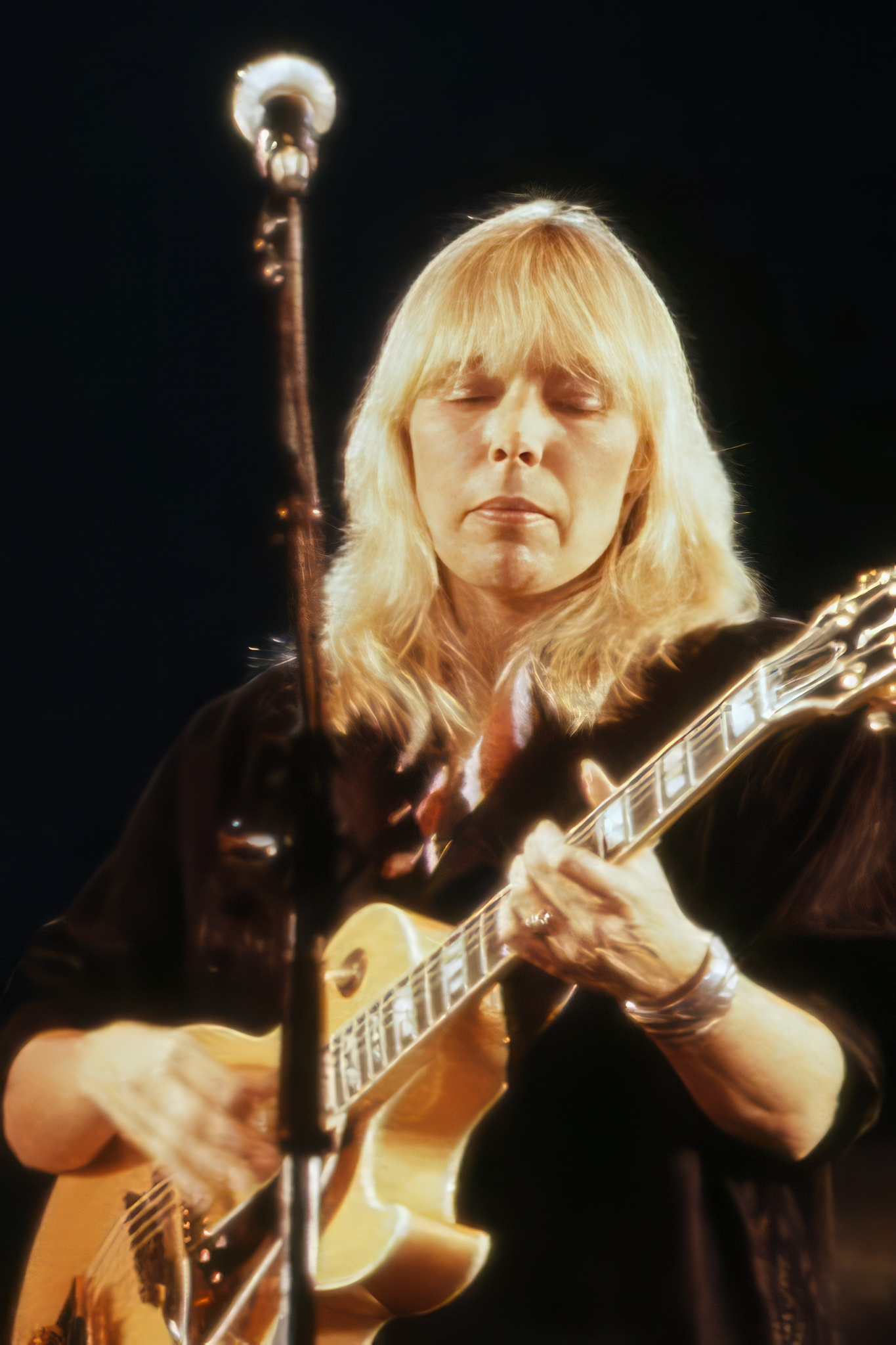
كانت جوني ميتشل أول امرأة تحصل على الجائزة في عام 1996.
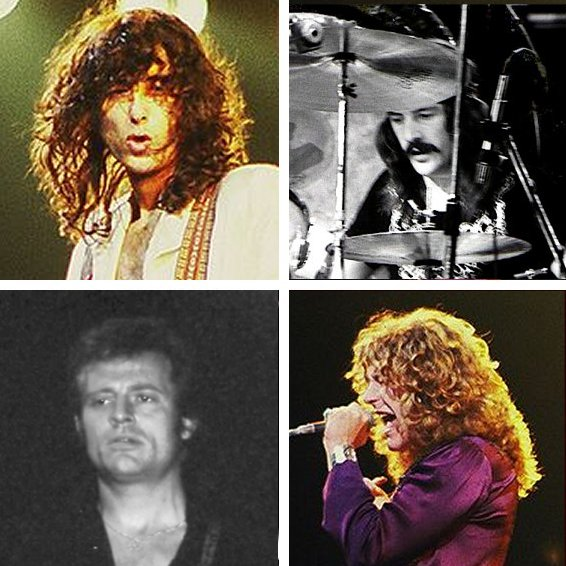
وكانت الفرقة الإنجليزية لد زبلين أول فرقة موسيقية تفوز بالجائزة في عام 2006.
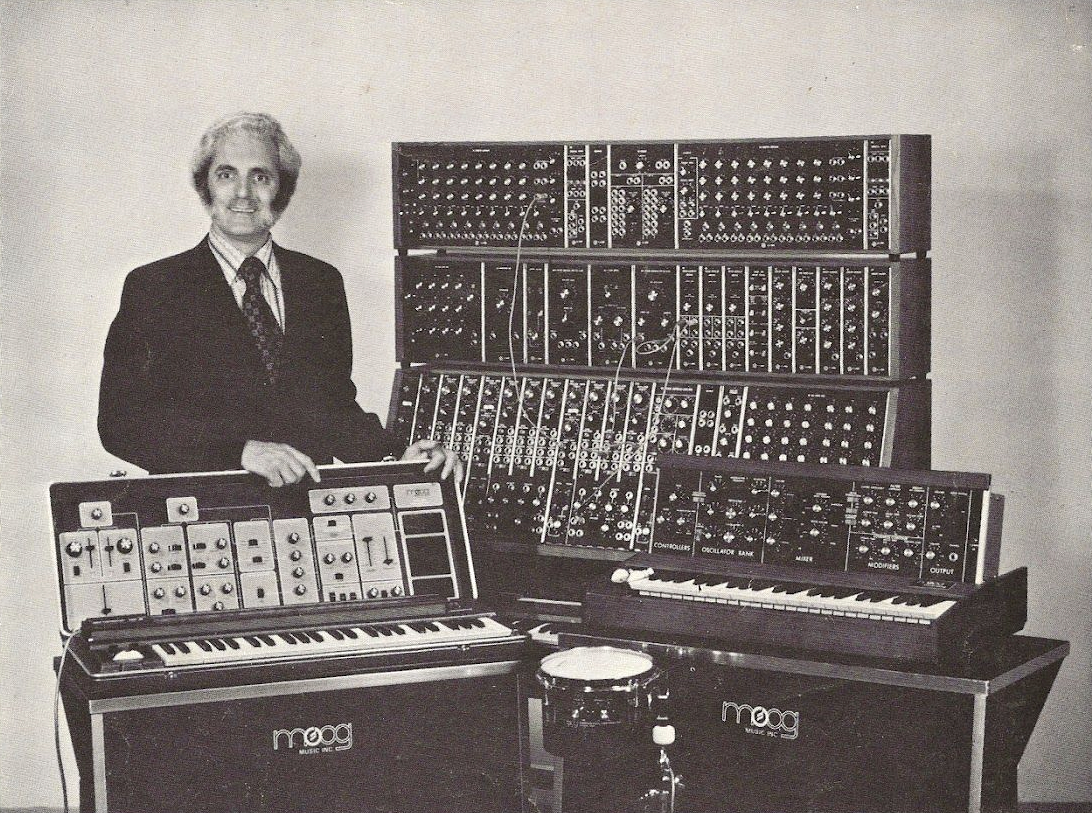
كان روبرت موغ المخترع الأول الذي فاز بالجائزة في عام 2001.
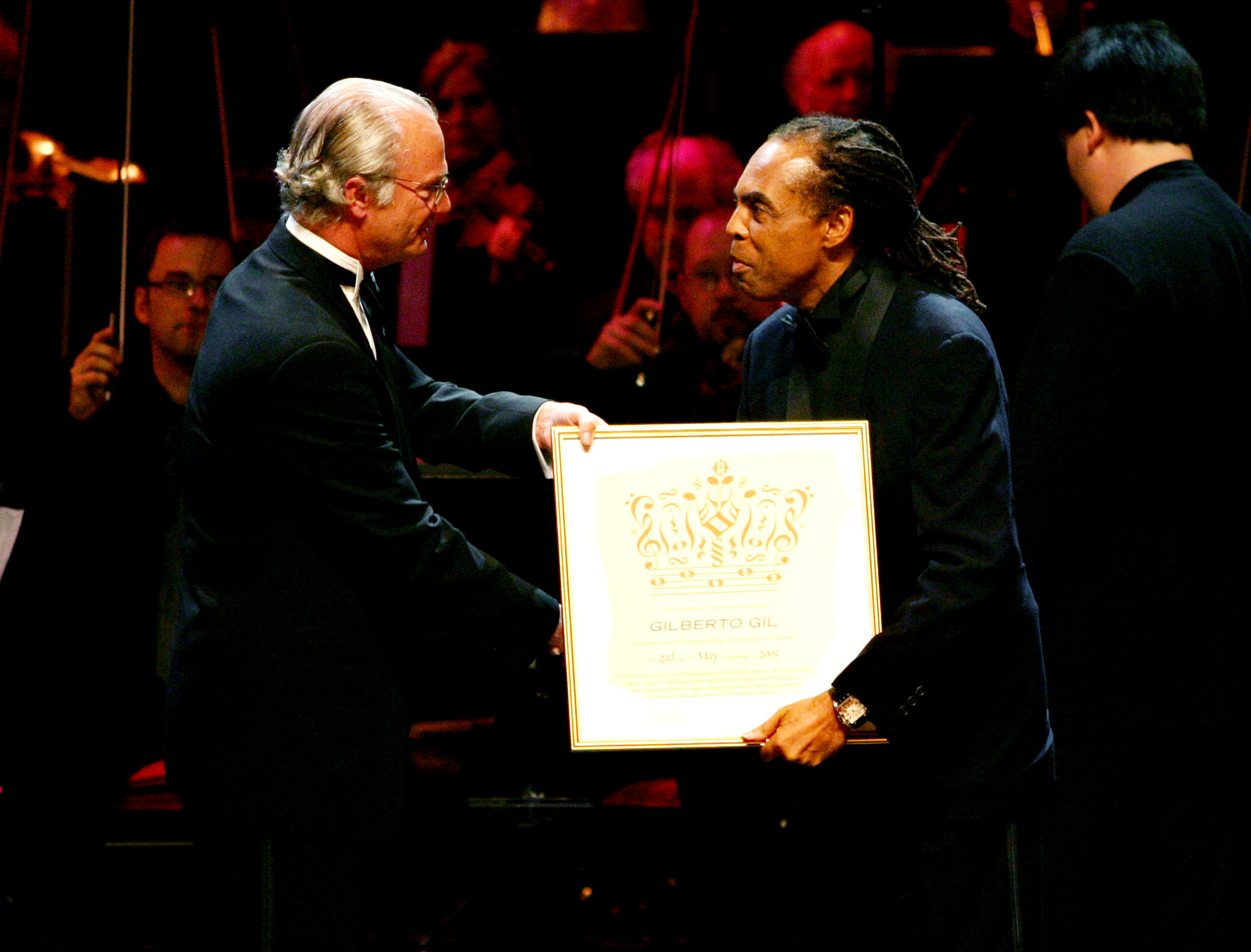
جيلبرتو جيل - الفائز في فئة المعاصر في عام 2005، يتسلم الجائزة من الملك كارل السادس عشر غوستاف.
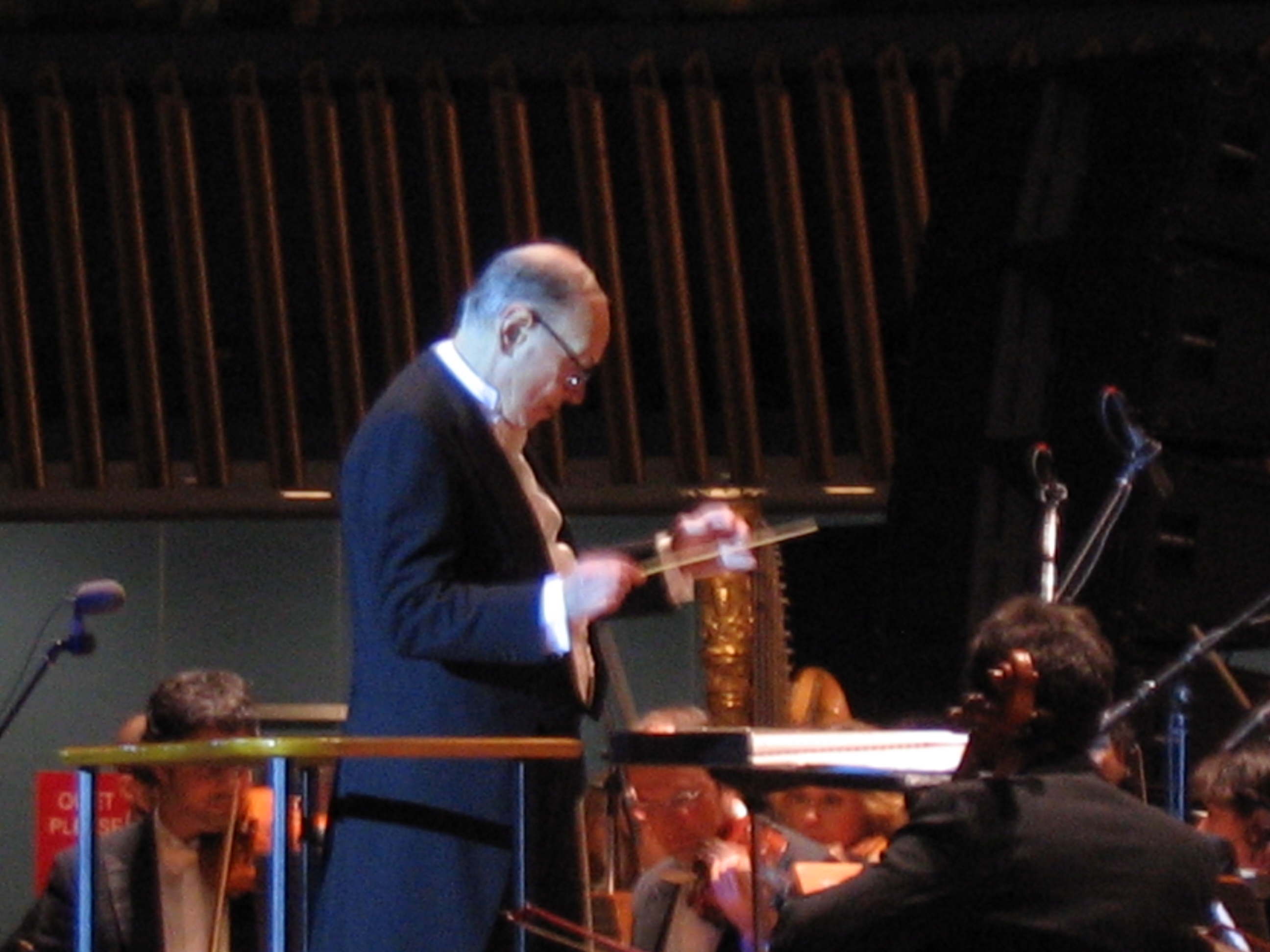
إنيو موريكوني – الملحن السينمائي الوحيد الذي فاز بالجائزة، عام 2010.
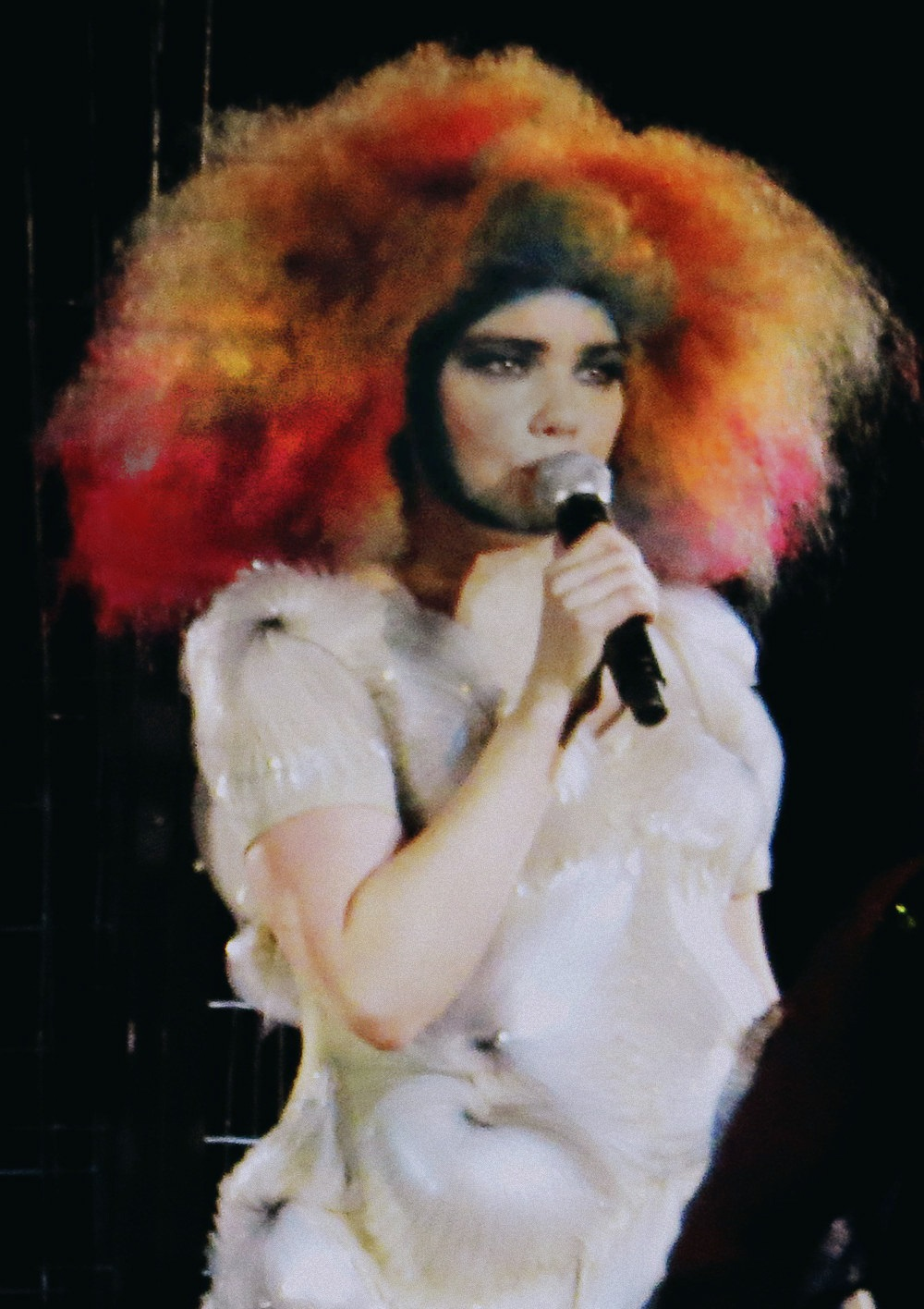
بيورك - الفائزة في فئة المعاصر في عام 2010.
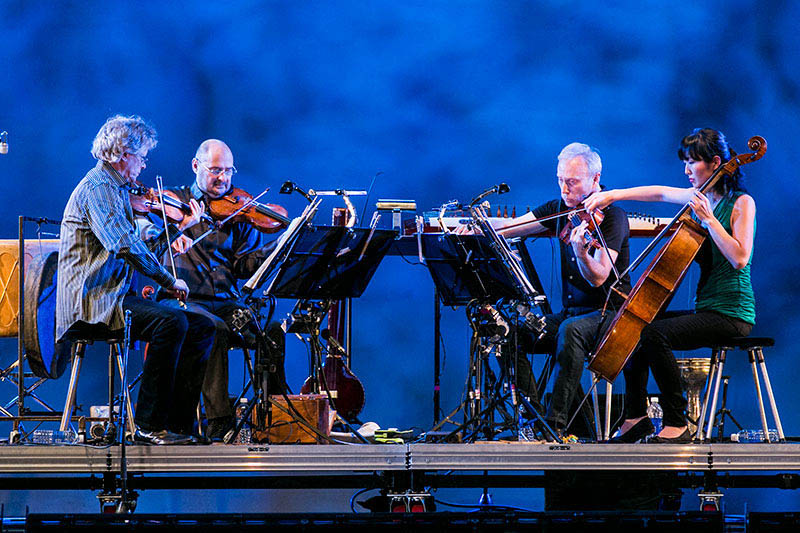
رباعية كرونوس - الفائزون في فئة الكلاسيكيات في عام 2011.
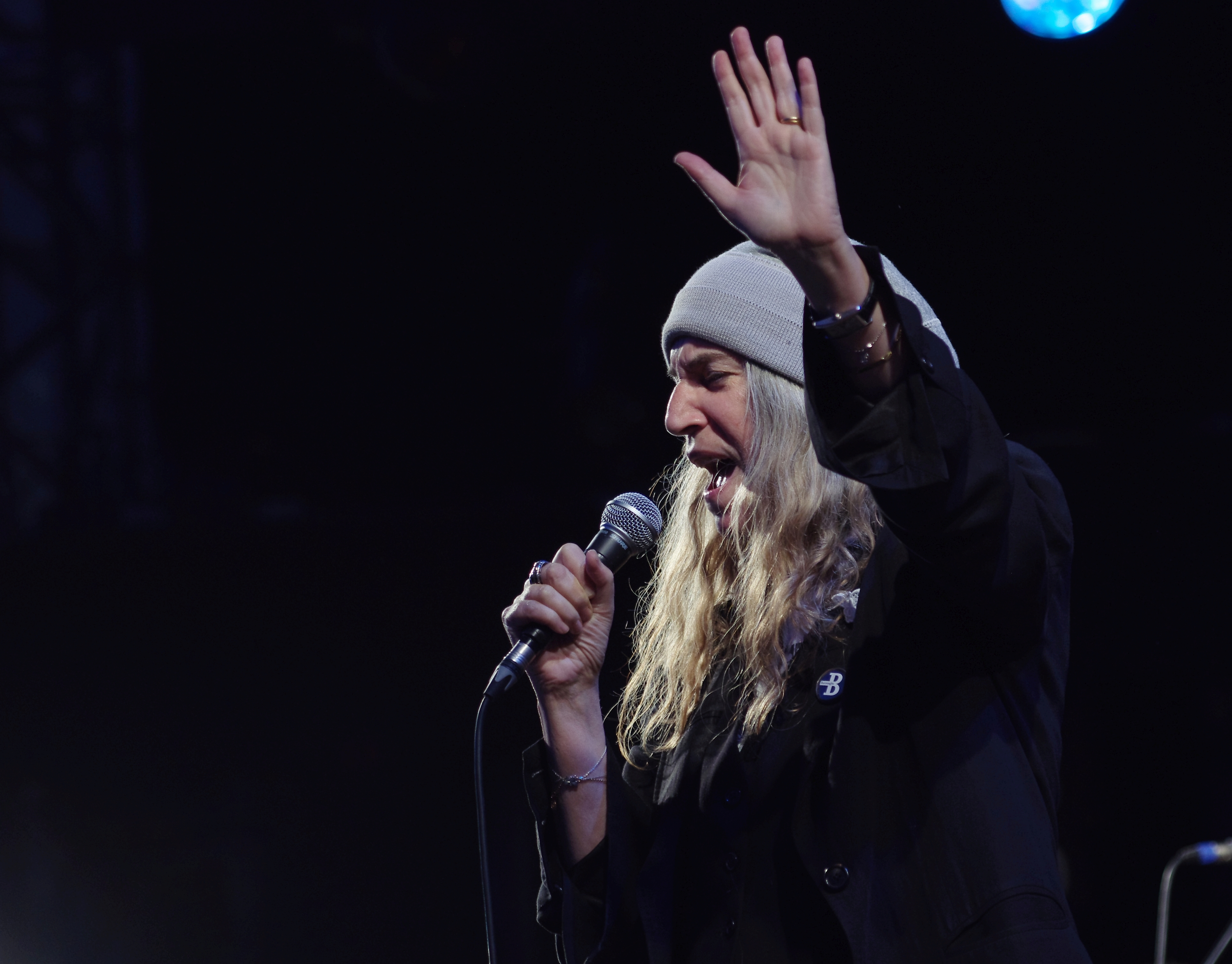
باتي سميث - الفائزة في فئة المعاصر في عام 2011.
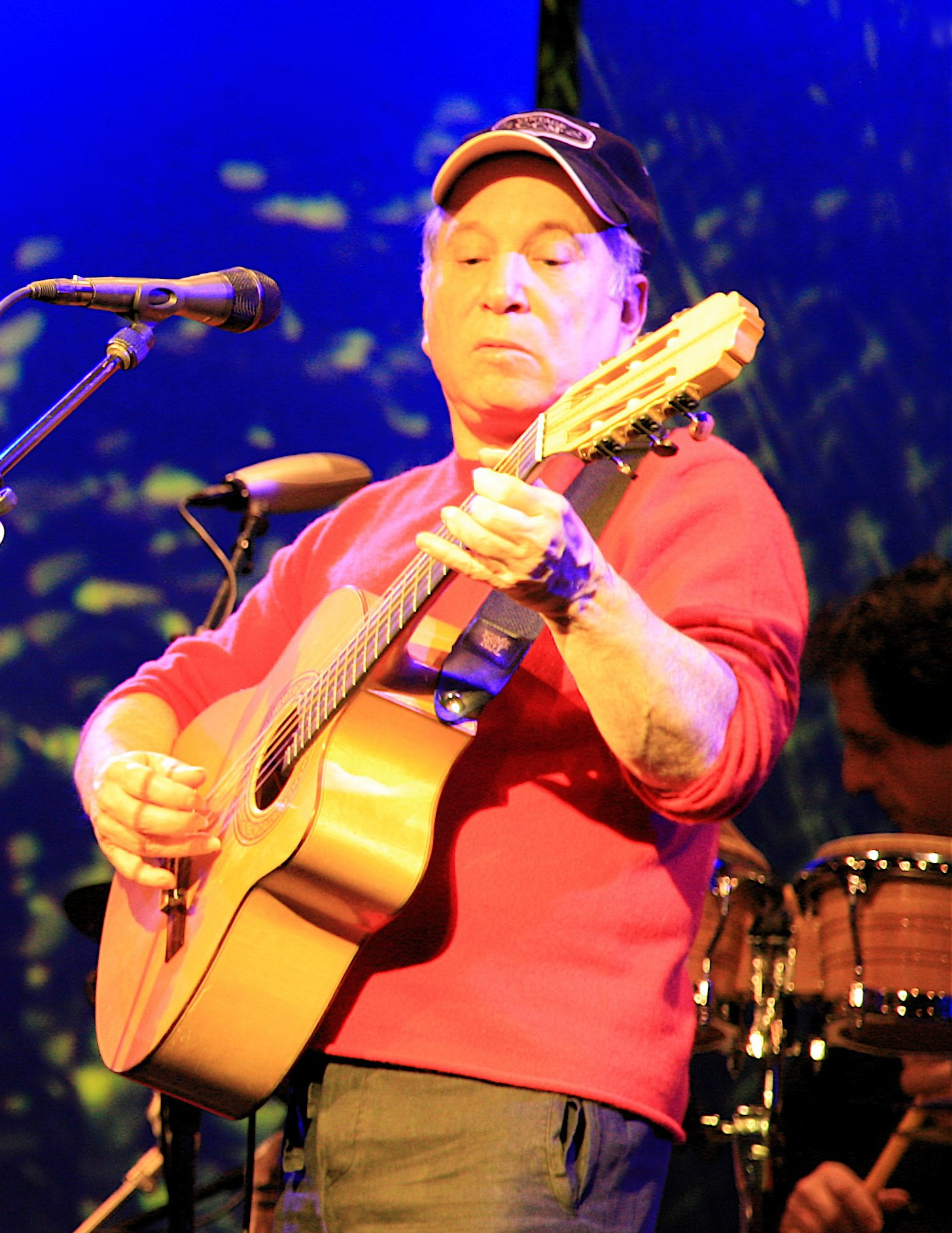
بول سيمون - الفائز في فئة المعاصر في عام 2012.
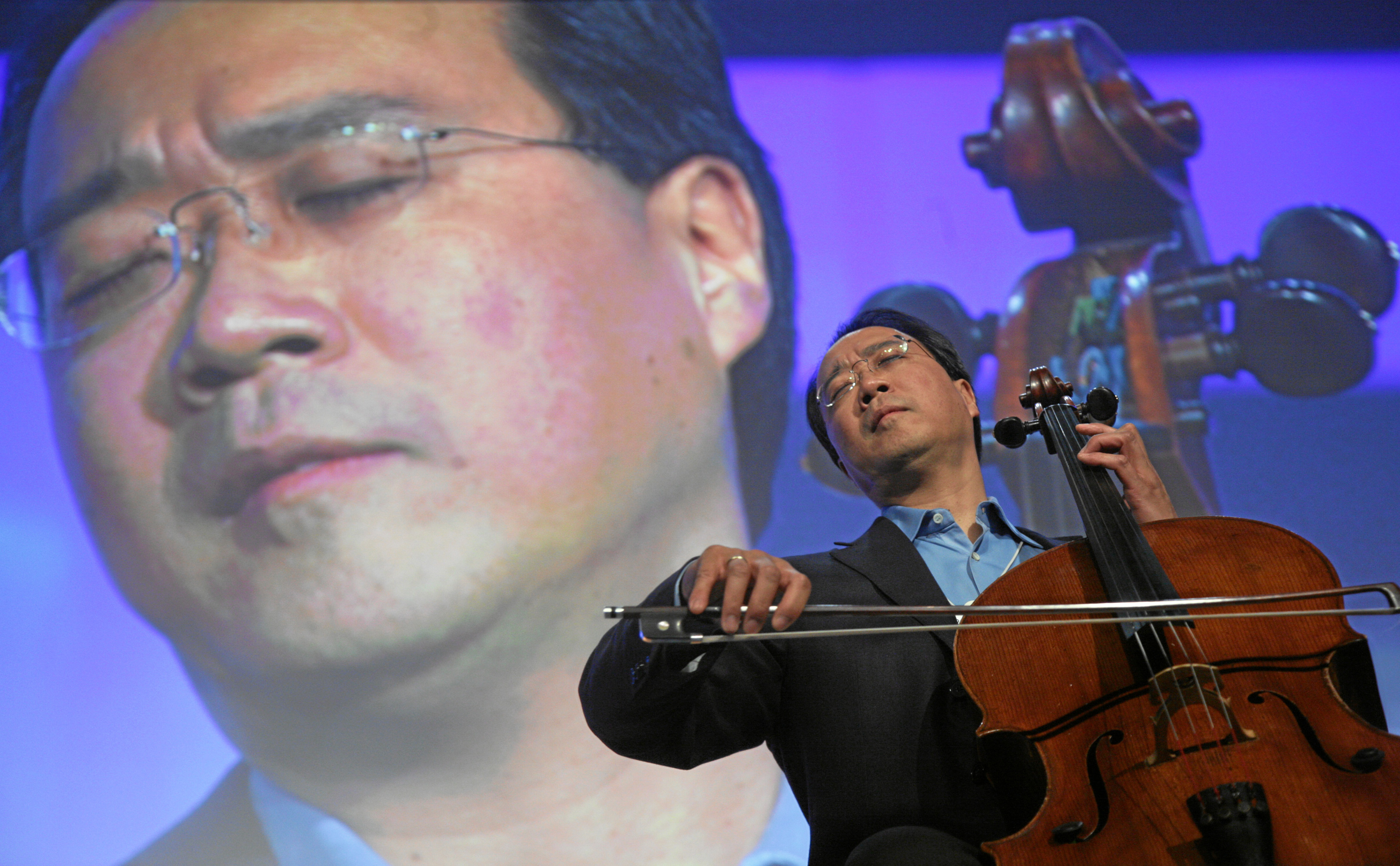
يو يو ما - الفائز في فئة الكلاسيكيات في عام 2012.

## روابط خارجية
- الموقع الرسمي